# مرا دوباره بکش (فیلم ۱۹۸۹)
من را دوباره بکش (به انگلیسی: Kill me again) یک فیلم نئو نوآر سینمایی آمریکایی به کارگردانی جان دال و با بازی وال کیلمر، جوآن ولی و مایکل مدسن است.

## داستان
بازرسی جوان با زنی زیبا (جوآن ولی) که تحت تعقیب مافیا و دوست پسر خطرناکش است؛ آشنا می‌شود. زن می‌خواهد با هویتی جدید و پولی که از دوست پسرش (مایکل مدسن) دزدیده است، زندگی تازه ای را شروع کند.